# Nuevo imperialismo

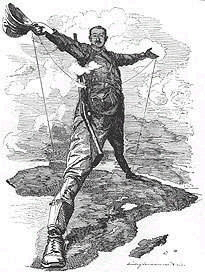
El "Coloso" Cecil Rhodes conecta, por vía telegráfica, Ciudad del Cabo y El Cairo. Revista Punch, 10 de diciembre de 1892.

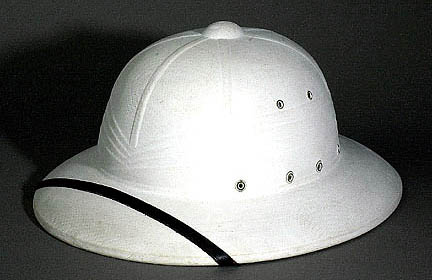
El casco colonial es un icono del colonialismo de las áreas tropicales del planeta.

El imperialismo moderno o neoimperialismo fue una política e ideología de expansión colonial e imperialismo adoptada por las potencias europeas y posteriormente por Estados Unidos y Japón desde finales del siglo XIX hasta principios del siglo XX, aproximadamente desde la Guerra Franco-Prusiana (1870) hasta comienzos de la Primera Guerra Mundial (1914). El calificativo de «nuevo» es para contrastarlo con la primera ola de colonización europea desde los siglos XV al XIX y con el imperialismo en general. Se caracteriza por una persecución sin precedentes de lo que ha sido denominado «el imperio por el imperio mismo», una agresiva competición por la adquisición de territorios de ultramar acompañada por la emergencia en los países colonizadores de doctrinas de superioridad racial que negaban la capacidad de los pueblos subyugados para gobernarse por ellos mismos.
Como en 1880 la mayor parte de África todavía estaba sin ocupar por las potencias occidentales, ese continente se constituyó en el principal objetivo de la «nueva» expansión imperialista, dando lugar al llamado «reparto de África». Dicha expansión también tuvo lugar en otras áreas, notablemente en el Sureste Asiático y las regiones marítimas del Este de Asia, Japón se unió a las potencias europeas en el reparto territorial.
Durante las décadas de 1940, 1950 y 1960, una ola de levantamientos independentistas pone fin a los imperios coloniales europeos que aún sobrevivían.

## Comienzos
La revolución estadounidense (1775–83) y el colapso del Imperio Español en América alrededor de 1820 terminó con la primera era del Imperialismo Europeo, particularmente en Gran Bretaña esta revolución mostró las deficiencias del mercantilismo, la doctrina de competencia económica por la riqueza que había sostenido la temprana expansión imperial. En 1846, con la derogación de las "Leyes de los cereales", Gran Bretaña comenzaba a adoptar el concepto de libre comercio.
El declive de la hegemonía Británica luego de la guerra franco-prusiana (1870-71) en el que una coalición de estados alemanes liderados por Prusia venció a Francia, fue ocasionada por cambios en la economía Europea y mundial y del balance continental de poder luego de la ruptura del Concierto Europeo establecido por el Congreso de Viena. El establecimiento de estados-naciones en Alemania e Italia resolvió disputas territoriales en el corazón europeo. Los años desde 1871 a 1914 estuvieron marcados por una paz extremadamente inestable. Francia determinada a recuperar Alsacia-Lorena anexada por Alemania luego de la guerra Franco-Prusiana y Alemania montando ambiciones imperialistas, mantendría a estas dos naciones constantemente preparadas para un conflicto.
Esta competencia se agudizó con la Gran Depresión del año 1873, un prolongado período de deflación de los precios marcado por una grave crisis económica, que presionó a los gobiernos a promover la industria nacional, llevando al abandono generalizado de las ideas de libre comercio entre las potencias de Europa (En Alemania desde 1879 y en Francia desde 1881).

### Conferencia de Berlín

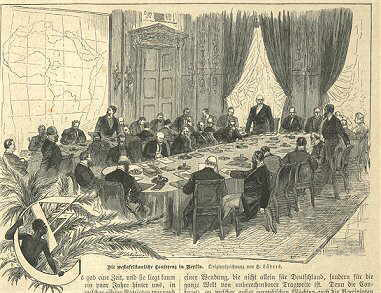
Representación de la Conferencia de Berlín

La conferencia de Berlín celebrada entre 1884 y 1885, fue convocada por Portugal y Leopoldo II de Bélgica por sus intereses en el estuario del Congo, y organizada por el Canciller de Alemania, Otto von Bismarck, con el fin de resolver los problemas que planteaba la expansión colonial en África y resolver su repartición por las grandes potencias Europeas. La conferencia se realizó debido a los celos y desconfianza con que estas potencias se movían en su expansión colonial de África y coincidió con la aparición del Imperio Alemán como potencia imperial.
Las principales potencias dominantes en la conferencia fueron Francia, Alemania, Gran Bretaña y Portugal. Se reasignaron África sin tener en cuenta las fronteras culturales y lingüísticas que ya se habían establecido. Al final de la conferencia, África se dividió en 50 colonias diferentes. Los asistentes establecieron el control de cada una de estas colonias recién divididas. También planearon, sin comprometerse, poner fin a la trata de esclavos en África. Ningún país africano fue representado.
Se intentó destruir la competencia entre potencias mediante el concepto de "uti possidetis iure" o de "ocupación efectiva" como criterio para el reconocimiento internacional de un reclamo territorial, especialmente en África. La imposición de este tipo de dominio directo hizo necesario el uso de las fuerzas armadas contra los estados y los pueblos indígenas. 
Los levantamientos contra el dominio imperial fueron reprimidos sin piedad, especialmente en el llamado genocidio Herero en África del Sudoeste Alemana 1904-1907 y la rebelión Maji Maji en África Oriental Alemana 1905-1907. 
Uno de los objetivos de la conferencia fue llegar a acuerdos sobre el comercio, la navegación y límites de África Central.

### Gran Bretaña durante la era del Nuevo Imperialismo.

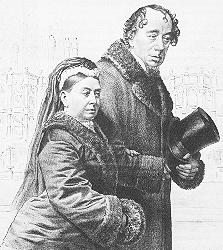
Primer Ministro Británico Benjamin Disraeli y la Reina Victoria

En Gran Bretaña, la era del Nuevo Imperialismo marcó un tiempo de significativos cambios económicos. Debido a que el país fue el primero en industrializarse, Gran Bretaña estuvo tecnológicamente adelantada de muchos otros países durante la mayor parte del siglo XIX. Sin embargo, a finales del siglo XIX, otros países como Alemania, Estados Unidos, Rusia e Italia pronto se emparejaron con ella en cuanto a poder tecnológico y económico. Luego de varias décadas de monopolio, el país luchaba por mantener una posición económica dominante, a medida que las demás potencias se involucraban más en los mercados internacionales. En 1870, Gran Bretaña poseía el 31,8% de la capacidad mundial de manufactura, mientras que Estados Unidos tenía el 23,3 % y Alemania el 13,2 %. En 1910, la capacidad industrial de Gran Bretaña había caído al 14,7 % mundial, mientras que en Estados Unidos había aumentado a 35,3 % y en Alemania al 15,9 %. Mientras países como Alemania y Estados Unidos crecían económicamente, comenzaban a involucrarse con el imperialismo, resultando en que los británicos lucharan por mantener su volumen de comercio y la inversión de ultramar.
Gran Bretaña enfrentaba relaciones internacionales tensas con las tres potencias expansionistas (Japón, Alemania e Italia) durante principios del siglo XX. Antes de 1939, estas tres potencias nunca amenazaron directamente la propia Inglaterra, pero los peligros indirectos eran claros. Por la década de 1930, a Inglaterra le preocupaba que Japón pusiera en peligro sus posesiones en el Lejano Oriente, así como los territorios de la India, Australia y Nueva Zelanda. Italia mostraba interés en el este de África, amenazando al Egipto británico, y el expansionismo alemán en el continente Europeo amenazaba la seguridad de Inglaterra. Con su estabilidad y las explotaciones amenazadas, Gran Bretaña decidió adoptar una política de concesión en lugar de la resistencia, una política que se conoció como de apaciguamiento.
En Gran Bretaña, no había casi oposición antiimperialista. Más allá de algún grupo aislado Marxista, la mayoría pensaba que el imperialismo debía existir, y era mejor que fuera Gran Bretaña su fuerza impulsora. Además se pensaba que el imperialismo británico era una fuerza de bien para el mundo. En 1940, la Sociedad Fabiana estableció la Oficina Fabiana de Investigación Colonial, la cual argumentó que África podría desarrollarse tanto económica como socialmente, pero para que este desarrollo suceda, debía permanecer en el Imperio británico. El poema de 1891 de Rudyard Kipling, "La bandera Inglesa," contiene la estrofa:
| Winds of the World, give answer! They are whimpering to and fro-- 'And what should they know of England who only England know?--' 'The poor little street-bred people that vapour and fume and brag,' 'They are lifting their heads in the stillness to yelp at the English Flag!' | Vientos del mundo, dad la respuesta! Están gimiendo aquí y allá Y que deberían saber de Inglaterra los que sólo Inglaterra conocen? La pequeña pobre gente, criada en las calles con vapor y humo y alardean, Levantan sus cabezas de la quietud para aullar a la bandera Inglesa! |
| --- | --- |

Estas líneas muestran la creencia de Kipling de que los británicos que participaban activamente en el imperialismo sabían más acerca de la identidad nacional británica que aquellos cuyas vidas se gastaban únicamente en las metrópolis imperiales. En muchos sentidos, esta nueva forma de imperialismo formó parte de la identidad británica hasta el final de la era del nuevo imperialismo, con la Primera Guerra Mundial.

## Implicaciones sociales

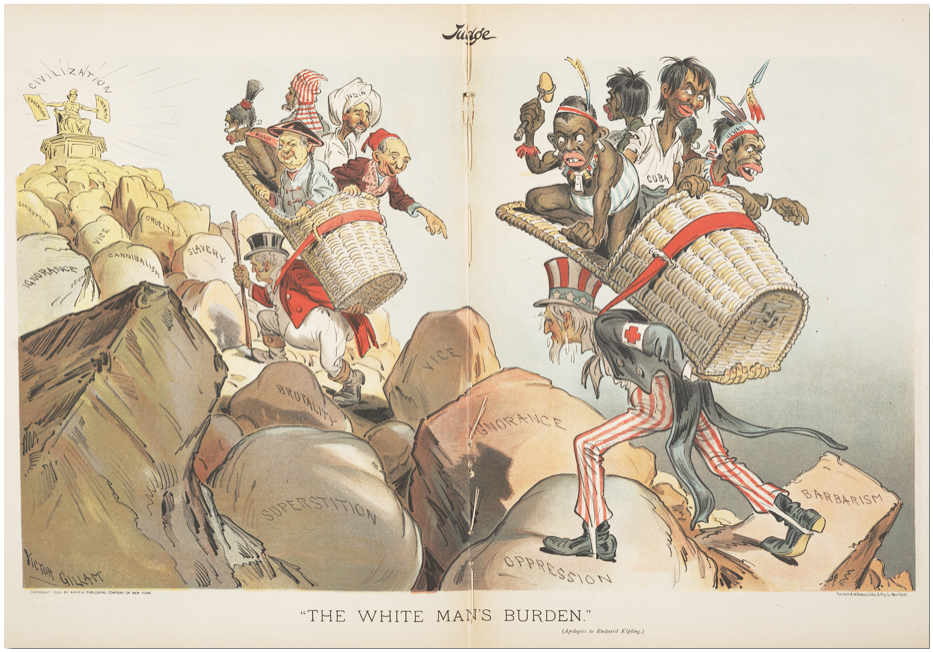
La "carga" del hombre blanco. En alusión al poema de Rudyard Kipling. (Judge magazine, 1° de abril de 1899)

El Neo-Imperialismo dio origen a nuevos puntos de vista sociales del colonialismo. Rudyard Kipling en su poema "The White Man´s Burden", instó a Estados Unidos a "Tomar la carga" de llevar la civilización europea a los demás pueblos del mundo, independientemente de si estos "otros pueblos" quieran esta civilización o no. Esta parte de "la carga del hombre blanco" es un ejemplo de la actitud de Gran Bretaña hacia la colonización de otros países:
| Take up the White Man's burden— In patience to abide, To veil the threat of terror And check the show of pride; By open speech and simple, An hundred times made To seek another's profit, And work another's gain. | Tomad la carga del hombre blanco Haciendo gala de la paciencia, Ocultando la amenaza del terror Y sin soberbia mostrar; Con discurso franco y sencillo, Cien veces repetido De buscar el provecho de otro, Y labrar la ganancia ajena. |
| --- | --- |

Mientras que el darwinismo social se hizo popular en toda Europa Occidental y los Estados Unidos, la "misión civilizadora" francesa y portuguesa (en francés: mission civilisatrice; en portugués: Missão civilizadora) atrajo a muchos hombres de estado europeos, tanto de dentro como de fuera de Francia. Pese a la aparente benevolencia de la noción de "carga del hombre blanco", las consecuencias no deseadas del imperialismo fueron mucho mayores que sus beneficios potenciales. Los gobiernos se hicieron cada vez más paternalistas en casa y descuidaron las libertades individuales de sus ciudadanos. El gasto militar se expandió, conduciendo a una "extralimitación imperial", y se crearon clientes de las elites dominantes en el extranjero que fueron crueles y corruptos, consolidando su poder gracias a los ingresos imperiales y obstaculizando el cambio social y el desarrollo económico contrario a sus ambiciones. También la "construcción nacional" creó muchas veces sentimientos culturales de racismo y xenofobia.
Las principales élites de Europa también encontraron ventajas en la expansión de ultramar. Los grandes monopolios financieros e industriales usaban el apoyo imperial para proteger sus inversiones en el extranjero contra la competencia y las tensiones políticas locales en el extranjero; los burócratas pedían oficinas gubernamentales, los militares deseaban su promoción, y la tradicional alta burguesía buscaba aumentar los beneficios de sus inversiones, títulos oficiales, y altos cargos. Todos estos intereses especiales hicieron que se perpetúe el imperio a largo de la historia.
Con el aumento del sindicalismo, el socialismo, y otros movimientos de protesta durante la era de la sociedad de las masas en Europa y luego en América del Norte, las élites trataron de utilizar el jingoísmo imperial para cooptar el apoyo a parte de la clase obrera industrial. Los nuevos medios de comunicación promovieron el jingoísmo en la Guerra hispano-estadounidense (1898), la Segunda Guerra Bóer (1899-1902), y la Rebelión Bóxer (1900). El historiador alemán de izquierda Hans-Ulrich Wehler definió al imperialismo social como "los desvíos hacia el exterior de las tensiones y fuerzas de cambio internos con el fin de preservar el Statu Quo social y político", y como "ideología defensiva" para contrarrestar "los perturbadores efectos de la industrialización en la estructura social y económica de Alemania ". En la opinión del Wehler, el socialimperialismo fue un mecanismo que usó el gobierno alemán para distraer la atención pública de los problemas internos y preservar el orden social y político existente. Las élites dominantes utilizaron al socialimperialismo como una excusa para mantener unida a una sociedad fracturada y así mantener el apoyo popular al statu quo social. De acuerdo con Wehler, la política colonial alemana en la década de 1880 fue el primer ejemplo del imperialismo social en acción. Fue seguido por el Plan Tirpitz en 1897, para la ampliación de la marina de guerra. Según este punto de vista, grupos como la Sociedad Colonial y de la Liga Naval son vistos como instrumentos del gobierno para movilizar el apoyo popular. Las demandas de anexión de la mayor parte de Europa y África en la Primera Guerra Mundial son vistos por Wehler como el pináculo del imperialismo social.
La noción de dominio sobre tierras extranjeras tuvo una amplia aceptación entre las poblaciones metropolitanas, incluso entre aquellos que asociaban la colonización imperial con la opresión y la explotación. Por ejemplo, el 1904 el Congreso de la Internacional Socialista llegó a la conclusión de que los pueblos coloniales se deben dejar tomar por los futuros gobiernos socialistas europeos y ser dirigidos por ellos hacia una eventual independencia. [Cita requerida]

### India
En 1599, un grupo de mercaderes británicos llegaron a la India y con apoyo de la corona formaron la Compañía Británica de las Indias Orientales. Entre 1610 y 1611 instalaron establecimientos de comercio llamados factorías en el territorio de la India, donde llegaron a gobernar grandes zonas con sus propios ejércitos, con los que ejercieron el poder militar y asumieron las funciones administrativas, abarcando desde los territorios de Bengala en 1757 y hasta el Punyab en 1849. Esto fue ayudado por un vacío de poder  producido por la muerte del emperador Aurangzeb en 1707 con el consiguiente colapso del Imperio mogol en la India y con el progresivo aumento de las fuerzas británicas en la India a causa de los conflictos coloniales con Francia. Los franceses, por su parte, incursionaron en la India en 1664 fundando la Compagnie des Indes Orientales y un enclave en Pondicherry en la Costa Coromandel. En 1818, los británicos controlaban la mayor parte del subcontinente indio y comenzaron a introducir sus ideas y costumbres a los residentes, incluyendo leyes de sucesión que permitían a los británicos hacerse cargo de un estado sin ningún sucesor y hacerse con sus tierras y ejércitos, cobrando nuevos impuestos, y ejerciendo control monopólico de la industria. 

Cipayos rebeldes se dividen el botín en la revolución de los cipayos en la India y dio fin

La compañía británica comenzó a utilizar a los denominados cipayos, los cuales eran soldados entrenados por europeos, pero dirigidos por indios, para proteger su comercio y para resolver disputas de poder entre los jefes locales. En 1857 se alza un motín, lo que se conoció como rebelión de los cipayos, o motín de la India. La revuelta fue reprimida por los británicos, pero tuvo como consecuencia la disolución de la Compañía Británica de las Indias Orientales y la India quedó bajo el control directo de la Corona británica en ese entonces la Reina Victoria. Muchos principados permanecieron independientes. El llamado Raj Británico resultante (ley de la Corona británica en la India), fue ganado control sobre la India y comenzó a cambiar a su favor la situación financiera del país. Anteriormente, Europa tenía que pagar por sus textiles y especias en lingotes de plata; luego, con el control político, Gran Bretaña exigía a los agricultores a producir cultivos comerciales para la exportación a Europa, mientras que la India se convertía en un mercado de los textiles procedentes de Gran Bretaña. Los británicos recogían enormes ingresos de la renta de la tierra y de los impuestos sobre la producción de sal. Los tejedores indios fueron reemplazados por máquinas de hilado y tejido y los cultivos alimentarios indios fueron reemplazados por cultivos comerciales como el algodón y el té. 

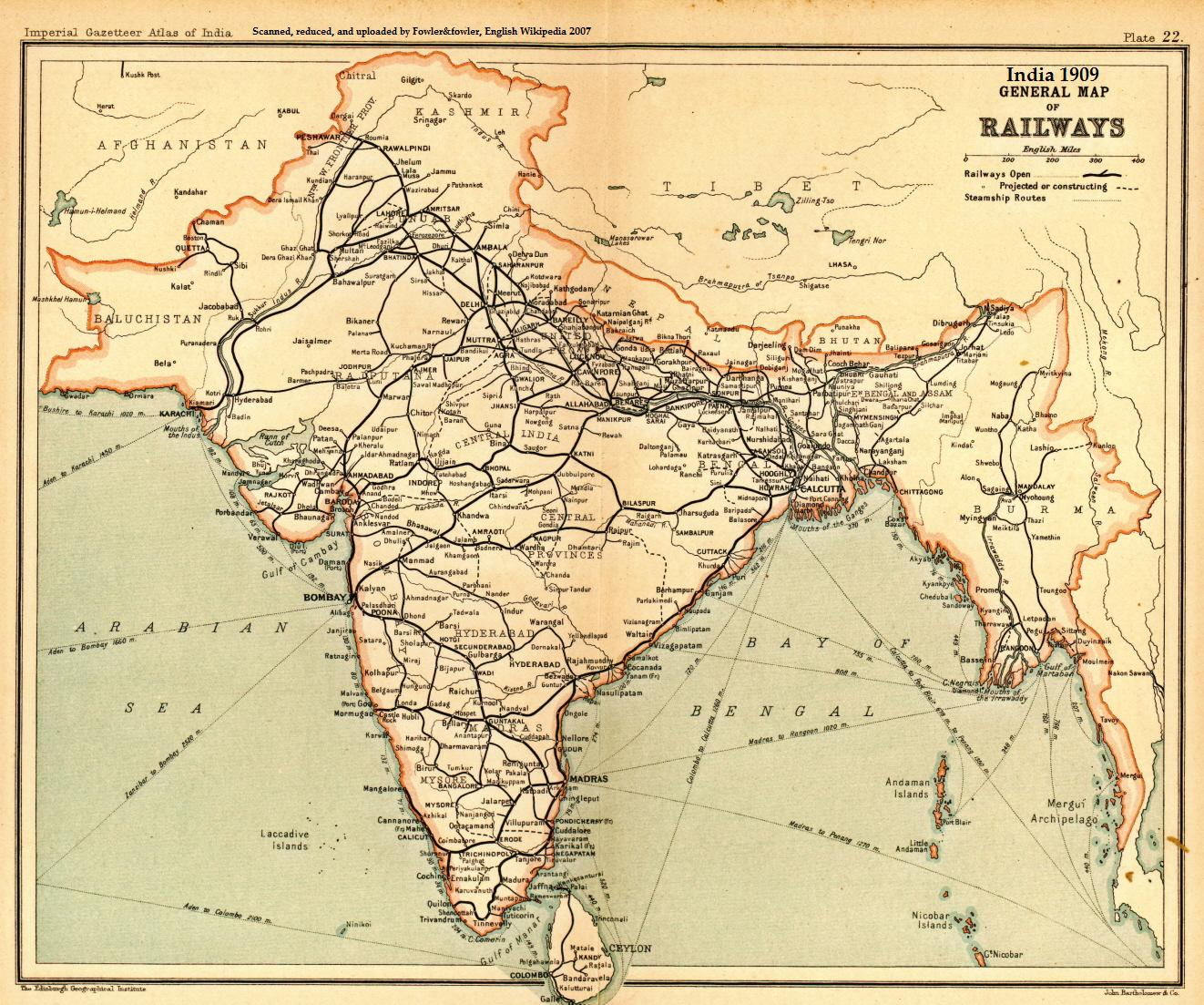
Mapa del ferrocarril en India en 1909,

Los británicos conectaron ciudades por ferrocarril y telégrafo para facilitar las comunicaciones. La invención de los barcos Clíper a principios de 1800 acortó a la mitad el viaje desde Europa a la India, desde casi 6 a 3 meses. Hacia 1870 los británicos ya habían tendido cables telegráficos por el fondo del océano conectando la India y China. También construyeron sistemas de riego para aumentar la producción agrícola. Cuando la educación occidental se introdujo en la India, los indios fueron muy influenciados por ella, pero las desigualdades entre los ideales de gobierno británicos y su trato a los indios se hizo evidente. En respuesta a este trato discriminatorio, un grupo de indios educados estableció el Congreso Nacional de la India, exigiendo la igualdad de trato y el autogobierno.
John Robert Seeley, profesor de Historia de la Universidad de Cambridge, dijo: "Nuestra adquisición de la India se hizo a ciegas. Nada grande que jamás hayan hecho los ingleses se llevó a cabo de manera tan no intencionada o accidentalmente como la conquista de la India". Según él, el control político de la India no era una conquista en el sentido habitual, ya que no fue un acto de un estado.
El nuevo acuerdo administrativo, coronado con la proclamación de la reina Victoria como emperatriz de la India en 1876, efectivamente sustituye la regla de una empresa monopolista con la de una administración pública encabezada por graduados de las principales universidades de Gran Bretaña. La administración retuvo y acrecentó los monopolios en poder de la empresa. El acto por la sal de la India en 1882 puso en reglamentos el monopolio del gobierno sobre la recolección y producción de sal; en 1923 se aprobó un proyecto de ley para duplicar el impuesto sobre la sal.

### Sureste asiático
Luego de tomar el control de gran parte de la India, los británicos se expandieron por Birmania, Malasia, Singapur, Borneo del Norte, Sarawak y Brunéi, convirtiendo a estas colonias en otras fuentes de comercio y materias primas para los productos británicos.